# Roberto Albérico
Roberto Albérico (fl. XX secolo) è stato un calciatore argentino, di ruolo centrocampista.

## Caratteristiche tecniche
Giocava come mediano destro.

## Carriera

### Club
Esordì in massima serie argentina durante la Primera División 1936, giocando 4 delle 17 partite del torneo. Albérico aveva già avuto esperienze nella prima squadra del River Plate nel 1932 e nel 1935, ma non era ancora sceso in campo in campionato. Terminata la stagione 1936, conclusasi con la vittoria del titolo da parte del River, Albérico passò all'Almagro nel 1937: in tale annata giocò 15 partite in seconda divisione; ottenuta la promozione, nel 1938 assommò altre 3 presenze in prima divisione. Nel 1939 tornò nella serie cadetta per giocare nel Colegiales.

## Palmarès

### Club

#### Competizioni nazionali
- Campionato argentino: 2

River Plate: 1932, 1936